# Diplochaetetes mexicanus
Diplochaetetes mexicanus is een uitgestorven borstelworm uit de familie Cirratulidae.
De wetenschappelijke naam van de soort werd in 1986 gepubliceerd door Edward C. Wilson.